# Curling la Jocurile Olimpice de iarnă din 2022
Probele sportive de curling la Jocurile Olimpice de iarnă din 2022 s-au desfășurat în perioada 2-20 februarie 2022 la Beijing, China, la Centrul Național de Natație din Beijing. Este a opta oară când curlingul se află în programul olimpic. În turneul masculin, în cel feminin și în cel mixt vor concura câte 10 națiuni.

## Sumar medalii

### Clasament pe țări
| Loc   | Țară           | Aur | Argint | Bronz | Total |
| ----- | -------------- | --- | ------ | ----- | ----- |
| 1     | Marea Britanie | 1   | 1      | 0     | 2     |
| 2     | Suedia         | 1   | 0      | 2     | 3     |
| 3     | Italia         | 1   | 0      | 0     | 1     |
| 4     | Japonia        | 0   | 1      | 0     | 1     |
| 4     | Norvegia       | 0   | 1      | 0     | 1     |
| 6     | Canada         | 0   | 0      | 1     | 1     |
| Total | Total          | 3   | 3      | 3     | 9     |

### Probe sportive
| Turneu           | Aur                                                                                            | Argint                                                                                        | Bronz                                                                             |
| Masculin detalii | Suedia · Niklas Edin · Oskar Eriksson · Rasmus Wranå · Christoffer Sundgren · Daniel Magnusson | Marea Britanie · Bruce Mouat · Grant Hardie · Bobby Lammie · Hammy McMillan Jr. · Ross Whyte  | Canada · Brad Gushue · Mark Nichols · Brett Gallant · Geoff Walker · Marc Kennedy |
| Feminin detalii  | Marea Britanie · Eve Muirhead · Vicky Wright · Jennifer Dodds · Hailey Duff · Mili Smith       | Japonia · Satsuki Fujisawa · Chinami Yoshida · Yumi Suzuki · Yurika Yoshida · Kotomi Ishizaki | Suedia · Anna Hasselborg · Sara McManus · Agnes KnochenhauerSofia Mabergs         |
| Mixt detalii     | Italia · Stefania Constantini · Amos Mosaner                                                   | Norvegia · Kristin Skaslien · Magnus Nedregotten                                              | Suedia · Almida de Val · Oskar Eriksson                                           |